# Liberální teologie
Liberální teologie (někdy též křesťanský modernismus) je směr protestantské teologie, který v protikladu křesťanskému fundamentalismu zdůrazňuje význam lidského činu, kulturních a vědeckých úspěchů i sociálních institucí lidí, a tomu všemu propůjčuje vyšší náboženský smysl. Pozdější kritikové nazývali tento směr liberálním křesťanstvím, neboť jej spojovali s humanistickoliberální tradicí minulosti.
Ve srovnání s mnoha jinými proudy v křesťanství se tento směr vyznačuje optimistickým názorem na člověka a jeho historické možnosti. Jeho četní stoupenci přejí společenskému pokroku, vítají vědecké objevy (mimo jiné i nejrůznější výzkumné práce o samém Pismu svatém, jehož vědeckou kritiku v řadě případů uznávají), zasazují se o všeobecné bratrství a rovnost lidí ve společnosti (někteří teologové se hlásili k idejím křesťanského socialismu), o rozkvět kultury, umění atp.
Možnost sladit křesťanství s rozumem a vědeckým poznáním představitelé tohoto hnutí shledávali v tom, že je nutno zřící se doslovného chápání biblických legend a zázraků. Stoupenci liberální teologie připouštěli velice volný, alegorický výklad Bible a chápali křesťanství jako v podstatě etickou doktrínu. Křesťanství v interpretaci liberálních teologů získalo povahu spíše filozofického učení než náboženství zjevení.
Koncem 19. a začátkem 20. století byla liberální teologie nejvlivnějším proudem v protestantismu. Jeho hlavními představiteli jsou: v USA — Walter Rauschenbusch, Shailer Mathews, Francis Greenwood Peabody; v Evropě — Albrecht Ritschl, Ernst Troeltsch, Adolf von Harnack aj.